# Кевін О'Коннор (футболіст, 1982)
Кевін О'Коннор (англ. Kevin O'Connor (calciatore 1982), нар. 24 лютого 1982, Блекберн) — ірландський футболіст, що грав на позиції як захисника, так і півзахисника та нападника. По завершенні ігрової кар'єри — тренер. З 2014 року входить до тренерського штабу клубу «Брентфорд». Усю свою ігрову кар'єру провів у клубі «Брентфорд». Хоча О'Коннор є уродженцем Англії, на міжнародному рівні він грав за збірну своєї історичної батьківщини — молодіжну збірну Ірландії.

## Клубна кар'єра
Кевін О'Коннор народився 1982 року в англійському місті Блекберн, та є вихованцем футбольної школи клубу «Брентфорд». У 1999 році О'Коннор розпочав грати в основній команді «Брентфорда», в якій грав до 2015 року, аж до закінчення виступів на футбольних полях, причому виступав на позиціях як захисника, так і півзахисника та нападника, та зіграв у складі команди 426 матчів чемпіонату, що є одним із найкращих показників в історії лондонського клубу.

## Виступи за збірну
У 2003 році Кевін О'Коннор грав у складі молодіжної збірної Ірландії, за яку зіграв 5 матчів.

## Кар'єра тренера
Кевін О'Коннор розпочав тренерську кар'єру, ще продовжуючи грати на полі, 2014 року, увійшовши до тренерського штабу клубу «Брентфорд», де й продовжив працювати на різних посадах, з 2018 року виконує обов'язки технічного асистента клубу.